# Slaget ved Utoy Creek
Slaget ved Utoy Creek blev udkæmpet mellem den 5. august og den 7. august 1864 under Atlanta kampagnen i den Amerikanske borgerkrig. Generalmajor William T. Sherman's Unionshære havde delvist omringet byen Atlanta i Georgia, som blev holdt af konfødererede styreker under kommando af generalløjtnant John Bell Hood. Sherman havde på dette tidspunkt valgt en strategi med at angribe jernbanelinierne, som førte ind i Atlanta i håb om at afskære fjenden fra forsyninger.  
Efter at det ikke var lykkedes at omringe Hoods venstre flanke i Slaget ved Ezra Church, ville Sherman fortsat gerne forlænge sin højre flanke og nå jernbanen mellem East Point og Atlanta. Han overførte generalmajor John M. Schofield's Army of the Ohio fra sin venstre til sin højre flanke og sendte ham til nordsiden af Utoy Creek. Selv om Schofields tropper var ved Utoy Creek den 2. august, krydsede de den først sammen med XIV Korps den 4. august. Schofields styrke begyndte sin fremrykning for at udnytte denne situation om morgenen den 5. august. Selv om det i starten var en succes måtte Schofield omgruppere sine styrker, hvilket tog resten af dagen. Denne forsinkelse gav Konføderationen tid til at forstærke deres forsvarsværker med abatis (fældede træer, som er flettet sammen), hvilket bremsede Unionens angreb da det blev genoptaget om morgenen den 6. august. Unionshæren blev hurtigt slået tilbage med alvorlige tab for William B. Bate's division og det lykkedes ikkat afbryde jernbaneforbindelsen. Unionstropperne rykke frem til Konføderationens hovedlinje, og der blev de indtil slutningen af august. 

## Eksterne links
- The Battle of Utoy Creek af borgerkrigskunstneren Marc Stewart